# Schlacht bei Roche-aux-Moines
Die Schlacht bei La Roche-aux-Moines war ein militärischer Zusammenstoß im Königreich Frankreich am 2. Juli 1214 zwischen dem französischen Kronprinzen und späteren König Ludwig VIII. und dem englischen König Johann Ohneland vor den Mauern der Burg von La Roche-aux-Moines („Fels der Mönche“). Das Schlachtfeld, das heute den Namen Savennières trägt, liegt unweit von Angers, in der historischen Provinz Anjou im Département Maine-et-Loire.
Das besondere Merkmal dieser Schlacht war das Ausbleiben eines direkten Kampfes zwischen beiden Konfliktparteien. Sie wurde durch die vorzeitige Flucht Johann Ohnelands zugunsten des Prinzen von Frankreich entschieden.

## Hintergrund
Die Schlacht ereignete sich im Rahmen der militärischen Kampagne des englischen Königs im Verbund mit Kaiser Otto IV. von Braunschweig gegen den französischen König Philipp II. August in den Sommermonaten des Jahres 1214. Die Ursache war der Konflikt des französischen Königtums mit dem Haus Plantagenet, in dem König Philipp II. August die Zerschlagung des ausgedehnten Territorialkonglomerats der Plantagenets („Angevinisches Reich“) betrieb. Dies erreichte er 1202 mit einem Versäumnisurteil gegen seinen Vasallen Johann Ohneland und der anschließenden militärischen Umsetzung des Urteils. Dem französischen König gelang es bis 1204, alle Gebiete der Plantagenets nördlich der Loire, maßgeblich Normandie, Maine, Anjou und Touraine, zu besetzen und der Krondomäne einzugliedern.
Johann Ohneland betrieb in den folgenden Jahren eine Politik zur Rückgewinnung des verlorenen Besitzes und verbündete sich dafür mit seinem Neffen, dem römisch-deutschen König und Kaiser Otto IV., mit dessen Hilfe er eine Zweifrontenstrategie gegen Frankreich eröffnen konnte. Philipp II. August seinerseits verbündete sich mit dem Staufer Friedrich II., dem Konkurrenten des Welfen Otto von Braunschweig um das Kaisertum. Nachdem Friedrich II. im Jahr 1212 die Alpen überquerend in Deutschland erschienen war und damit den Entscheidungskampf im deutschen Thronstreit einleitete, entschloss sich das englisch-welfische Bündnis zur Offensive gegen Frankreich.

## Verlauf
Johann Ohneland landete mit seinem Heer am 15. Februar 1214 in La Rochelle an der Küste der Saintonge. Zunächst brachte er im März durch einen Vorstoß ins Limousin den Vizegrafen von Limoges auf seine Seite. Durch einen Marsch nach La Reole festigte er seine Stellung in der Gascogne und brachte die Barone Aquitaniens durch Versprechungen und den Druck seiner Heeresmacht auf seine Seite. Johanns diplomatische Aktivitäten beanspruchten allerdings viel Zeit. Dadurch begünstigt konnte Philipp II. August in Châteauroux ein Heer aus 800 Rittern zusammenziehen, mit dem er Johann stellen wollte. Dabei erreichte ihn die Nachricht von den Kriegsvorbereitungen Kaiser Ottos IV. am Niederrhein, worauf er sich in den Nordosten seines Königreichs begab, um dort ein zweites Heeresaufgebot aufzustellen. Die Verantwortung für die Verteidigung des Südwestens vertraute er seinem Sohn und Kronprinzen Ludwig VIII. und dem Marschall Henri Clément an.
Im Mai begann Johann schließlich seinen Marsch durch das Poitou. Er eroberte rasch die Burgen von Mervant und Voucant, wo er seinen alten Gegner Gottfried von Lusignan gefangen nehmen konnte. In Parthenay vereinbarte er mit Hugo IX. von Lusignan die Hochzeit seiner Tochter Johanna mit Hugos ältestem Sohn Hugo X., wodurch er die Unterstützung der seit langem mit ihm verfeindeten mächtigen Familie Lusignan gewann. Neben Hugo IX. huldigten ihm dort auch Rudolf von Eu und Gottfried von Lusignan. Im Juni überquerte er die Loire nach Norden und stieß in die Bretagne vor, in der im Jahr zuvor Herzog Peter Mauclerc, ein Vetter des französischen Königs, die Macht übernommen hatte. Nach der Plünderung von Ancenis gelang ihm die Eroberung von Nantes und die Gefangennahme des Bruders des Herzogs, Robert Gasteblé. Danach zog Johann in das Anjou weiter, dem Stammland seiner Familie. Die Herrschaft des französischen Königs wurde dort vom Seneschall Guillaume des Roches vertreten, der einst ein Vasall Johanns gewesen, aber 1204 wie viele andere Barone des französischen Festlandes auf die Seite Philipps II. August übergegangen war. Der Seneschall konnte die kampflose Übergabe von Angers am 17. Juni an Johann nicht verhindern, versetzte aber die Besatzungen der drei Burgen in der Umgebung in Verteidigungsbereitschaft, von denen allerdings Johann zwei im Handstreich erobern konnte. Nur La Roche-aux-Moines hielt der am 19. Juni begonnenen Belagerung stand.
Unterdessen war Prinz Ludwig mit seinem Heer nach Chinon gezogen, wo er auf Guillaume des Roches und Aimery de Craon traf, die ihm von der Belagerung von Roche-aux-Moines berichteten. Der Prinz entschied sich zum sofortigen Marsch gegen Johann, da er einen allgemeinen Abfall der Vasallen des Anjou auf dessen Seite befürchtete, wenn diesem die Einnahme von Angers gelingen sollte. Als die Nachricht vom Herannahen des Prinzen die Belagerer erreichte, versetzte dies die Alliierten Johanns in Unsicherheit, da ihre Domänen unbewacht waren, solange sie mit ihren Rittern vor Roche-aux-Moines gebunden waren. Unter Führung von Vizegraf Aimery von Thouars widersetzten sie sich einer offenen Feldschlacht und setzten sich von Johann ab. Als Prinz Ludwig am 2. Juli La Roche-aux-Moines erreichte, sein Heer zur Schlacht Aufstellung beziehen und eine förmliche Aufforderung zum Kampf an Johann zukommen ließ, geriet dieser ohne die Unterstützung seiner Verbündeten in Panik und floh mit seinen Truppen eilends in den Süden. Nur das schwer zu transportierende Belagerungsgerät ließ er zurück. Bei der hastigen Überquerung der Loire kam es zu den einzigen Opfern dieses Tages, als mehrere Infanteristen Johanns ertranken. Bereits nach zwei Tagen, am 4. Juli, erreichte Johann die Abtei von Saint-Maixent-l’École bei einem Reiseweg von etwa 115 km, und am 9. Juli war er wieder in La Rochelle.

## Folgen
Auf die weiteren militärischen Auseinandersetzungen des Sommers 1214 hatte die Entscheidung bei La Roche-aux-Moines maßgeblichen Einfluss. Weil bis zu diesem Zeitpunkt Kaiser Otto IV. seinen Marsch nach Frankreich noch nicht begonnen hatte, verschaffte sie Philipp II. August die notwendige Zeit zur Einberufung des französischen Heerbanns in Péronne. Da sich Johann seit seiner Niederlage nicht mehr aus dem Poitou herausgewagt hatte, kam es zu keiner Vereinigung seiner Streitkräfte mit dem Heer seines Neffen, was ihrem Bündnis zum strategischen Nachteil gereichte. In der Schlacht bei Bouvines am 27. Juli musste daher Kaiser Otto IV. gegen das etwa gleich starke Heer Philipps II. August antreten und die entscheidende Niederlage in den Kämpfen von 1214 hinnehmen.
Nachdem Johann von der Niederlage von Bouvines erfahren hatte, nahm er Kontakt zu Philipp II. August auf und beschwor am 18. September in Chinon einen Waffenstillstand, indem er nach dem Waffenstillstand von Thouars 1204 die in jenem Jahr erlittenen Verluste erneut anerkennen musste.